# オディール
オディールは、日本中央競馬会に登録されていた競走馬。馬名はバレエ「白鳥の湖」の黒鳥名 (Odile) が由来となっている。1997年の阪神3歳牝馬ステークス2着馬、キュンティアの初仔である。

## 経歴

### 2歳
2007年6月17日に阪神競馬場で行われた2歳新馬戦でデビューし、単勝2.6倍の1番人気に推されたが3着に敗れた。7月1日に同じく阪神競馬場で行われた2歳未勝利戦で勝利し、デビュー2戦目で初勝利を挙げる。ちなみにこのレースの2着馬は、前走の新馬戦でも2着だったヤマニンブリオンだった。レース後は大山ヒルズへ放牧に出された。しかし当初は新潟2歳ステークスに出走を予定していたが、馬インフルエンザの影響で移動制限がかかって帰厩が9月にずれ込み出走を断念した。そして休み明けで出走した10月6日のりんどう賞（500万下）では、エイムアットビップに敗れ2着だった。 続く格上挑戦で挑んだファンタジーステークスでは、最後の直線で、りんどう賞で敗れたエイムアットビップ、新馬戦で敗れたエイシンパンサーらを抜き去り、重賞初挑戦で重賞初勝利を挙げ、11月29日に発表された重賞・オープン特別競走レーティングで104ポンドの評価を得た。続く初のJpnI挑戦となった阪神ジュベナイルフィリーズでは、1番人気に支持されたが、トールポピー、レーヴダムール、エイムアットビップに敗れ4着だった。レース後は大山ヒルズへ放牧に出された。

### 3歳
2008年初戦はチューリップ賞。スタートで少し立ち遅れ、後方からのレースになり、直線では外から追い込んでくるがわずかに届かず3着だった。その後は桜花賞へ出走。しかし、8番手からレースを進めるも、直線に入り失速し結果は12着だった。続く優駿牝馬では5着で、レース後は大山ヒルズへ放牧に出された。放牧明けは秋華賞トライアルのローズステークスに出走するが4着に敗れ、優先出走権を得る事ができなかったが、無事に出走するも直線で伸びあぐねて9着に敗れた。

### 4歳
2009年初戦は京都牝馬ステークス。小牧太とのコンビで挑んだが、5着に終わった。続く阪神牝馬ステークスでは3着と好走した。続く福島牝馬ステークスでは前走の内容から3番人気に推されたが、不良馬場が影響して14着と大敗した。その後、条件馬に降格となり、7月4日の三宮特別に出走。人気通りの2着だった。その後、8月9日の西海賞では中団追走から最後の直線で先頭に立ち、逃げ粘るアグネスサクラに3馬身差をつけて快勝、2歳時のファンタジーステークス以来となる勝利を挙げた。
そして、10月4日の道頓堀ステークスは1番人気で出走したが、ゴール寸前で故障し急激に失速。5着でゴールしたものの、左第1指関節開放脱臼を発症していたため、予後不良となり、安楽死の措置が採られた。

## 競走成績
| 年月日 | 年月日 | 年月日 | 競馬場 | 競走名         | 格       | 頭数 | 枠番 | 馬番 | オッズ （人気） | オッズ （人気） | 着順 | 騎手     | 斤量 | 距離（馬場）  | タイム （上り3F） | タイム 差 | 勝ち馬/（2着馬）       |
| 2007   | 06.    | 17     | 阪神   | 2歳新馬        |          | 10   | 2    | 2    | 02.6            | 0（1人）        | 03着 | 武豊     | 54   | 芝1200m（良） | 1:10.5 (35.0)     | 00.8      | エイシンパンサー       |
|        | 07.    | 1      | 阪神   | 2歳未勝利      |          | 7    | 3    | 3    | 01.8            | 0（1人）        | 01着 | 武豊     | 54   | 芝1200m（良） | 1:09.3 (34.9)     | -0.7      | （ヤマニンブリオン）   |
|        | 10.    | 6      | 京都   | りんどう賞     | 500万下  | 9    | 8    | 8    | 04.3            | 0（2人）        | 02着 | 上村洋行 | 54   | 芝1400m（良） | 1:21.3 (35.0)     | 00.3      | エイムアットビップ     |
|        | 11.    | 1      | 京都   | ファンタジーS  | JpnIII   | 14   | 5    | 8    | 08.2            | 0（4人）        | 01着 | 安藤勝己 | 54   | 芝1400m（良） | 1:21.1 (34.2)     | -0.2      | （エイムアットビップ） |
|        | 12.    | 2      | 阪神   | 阪神JF         | JpnI     | 18   | 6    | 11   | 03.9            | 0（1人）        | 04着 | 安藤勝己 | 54   | 芝1600m（良） | 1:34.1 (35.8)     | 00.3      | トールポピー           |
| 2008   | 03.    | 8      | 阪神   | チューリップ賞 | JpnIII   | 16   | 8    | 15   | 03.3            | 0（2人）        | 03着 | 安藤勝己 | 54   | 芝1600m（良） | 1:35.8 (33.5)     | 00.0      | エアパスカル           |
|        | 04.    | 13     | 阪神   | 桜花賞         | JpnI     | 17   | 3    | 5    | 04.9            | 0（3人）        | 12着 | 安藤勝己 | 55   | 芝1600m（良） | 1:35.2 (35.6)     | 00.8      | レジネッタ             |
|        | 05.    | 25     | 東京   | 優駿牝馬       | JpnI     | 18   | 8    | 17   | 27.0            | （11人）        | 05着 | 安藤勝己 | 55   | 芝2400m（稍） | 2:29.2 (35.2)     | 00.4      | トールポピー           |
|        | 09.    | 21     | 阪神   | ローズS        | JpnII    | 18   | 4    | 8    | 10.6            | 0（5人）        | 04着 | 安藤勝己 | 54   | 芝1800m（重） | 1:47.8 (36.0)     | 00.5      | マイネレーツェル       |
|        | 10.    | 19     | 京都   | 秋華賞         | JpnI     | 18   | 8    | 18   | 10.4            | 0（4人）        | 09着 | 安藤勝己 | 55   | 芝2000m（良） | 1:58.9 (35.0)     | 00.5      | ブラックエンブレム     |
| 2009   | 02.    | 1      | 京都   | 京都牝馬S      | GIII     | 14   | 1    | 1    | 06.9            | 0（4人）        | 05着 | 小牧太   | 53   | 芝1600m（稍） | 1:35.4 (35.2)     | 00.3      | チェレブリタ           |
|        | 04.    | 11     | 阪神   | 阪神牝馬S      | GII      | 18   | 7    | 15   | 12.8            | 0（4人）        | 03着 | 岩田康誠 | 55   | 芝1400m（良） | 1:21.9 (34.6)     | 00.5      | ジョリーダンス         |
|        | 04.    | 25     | 福島   | 福島牝馬S      | GIII     | 16   | 3    | 5    | 07.4            | 0（3人）        | 14着 | 北村友一 | 54   | 芝1800m（不） | 1:55.4 (38.1)     | 01.7      | ブラボーデイジー       |
|        | 07.    | 4      | 阪神   | 三宮特別       | 1000万下 | 9    | 8    | 8    | 03.5            | 0（2人）        | 02着 | 福永祐一 | 55   | 芝1600m（良） | 1:34.0 (34.2)     | 00.1      | タマモナイスプレイ     |
|        | 08.    | 9      | 小倉   | 西海賞         | 1000万下 | 9    | 2    | 2    | 01.9            | 0（1人）        | 01着 | 小牧太   | 55   | 芝1800m（良） | 1:47.6 (34.7)     | -0.6      | （アグネスサクラ）     |
|        | 10.    | 4      | 阪神   | 道頓堀S        | 1600万下 | 18   | 5    | 9    | 02.6            | 0（1人）        | 05着 | 太宰啓介 | 55   | 芝1400m（良） | 1:20.8 (34.8)     | 00.3      | ボストンオー           |

## 血統表
| オディールの血統ヴァイスリージェント系 / Northern Dancer 5×5=6.25%、Never Bend 5×5=6.25% | オディールの血統ヴァイスリージェント系 / Northern Dancer 5×5=6.25%、Never Bend 5×5=6.25% | オディールの血統ヴァイスリージェント系 / Northern Dancer 5×5=6.25%、Never Bend 5×5=6.25% | （血統表の出典）     | （血統表の出典） |
| 父 *クロフネ 1998 芦毛                                                                   | 父の父*フレンチデピュティ French Deputy 1992 栗毛                                        | Deputy Minister                                                                          | Vice Regent          | Vice Regent      |
| 父 *クロフネ 1998 芦毛                                                                   | 父の父*フレンチデピュティ French Deputy 1992 栗毛                                        | Deputy Minister                                                                          | Mint Copy            |                  |
| 父 *クロフネ 1998 芦毛                                                                   | 父の父*フレンチデピュティ French Deputy 1992 栗毛                                        | Mitterand                                                                                | Hold Your Peace      | Hold Your Peace  |
| 父 *クロフネ 1998 芦毛                                                                   | 父の父*フレンチデピュティ French Deputy 1992 栗毛                                        | Mitterand                                                                                | Laredo Lass          |                  |
| 父 *クロフネ 1998 芦毛                                                                   | 父の母*ブルーアヴェニュー Blue Avenue 1990 芦毛                                          | Classic Go Go                                                                            | Pago Pago            | Pago Pago        |
| 父 *クロフネ 1998 芦毛                                                                   | 父の母*ブルーアヴェニュー Blue Avenue 1990 芦毛                                          | Classic Go Go                                                                            | Classic Perfection   |                  |
| 父 *クロフネ 1998 芦毛                                                                   | 父の母*ブルーアヴェニュー Blue Avenue 1990 芦毛                                          | Eliza Blue                                                                               | Icecapade            | Icecapade        |
| 父 *クロフネ 1998 芦毛                                                                   | 父の母*ブルーアヴェニュー Blue Avenue 1990 芦毛                                          | Eliza Blue                                                                               | *コレラ              |                  |
| 母 *キュンティア 1995 青鹿毛                                                             | 母の父Darshaan 1981 黒鹿毛                                                               | Shirley Heights                                                                          | Mill Reef            | Mill Reef        |
| 母 *キュンティア 1995 青鹿毛                                                             | 母の父Darshaan 1981 黒鹿毛                                                               | Shirley Heights                                                                          | Hardiemma            |                  |
| 母 *キュンティア 1995 青鹿毛                                                             | 母の父Darshaan 1981 黒鹿毛                                                               | Delsy                                                                                    | Abdos                | Abdos            |
| 母 *キュンティア 1995 青鹿毛                                                             | 母の父Darshaan 1981 黒鹿毛                                                               | Delsy                                                                                    | Kelty                |                  |
| 母 *キュンティア 1995 青鹿毛                                                             | 母の母One Life 1985 黒鹿毛                                                               | L'Emigrant                                                                               | The Minstrel         | The Minstrel     |
| 母 *キュンティア 1995 青鹿毛                                                             | 母の母One Life 1985 黒鹿毛                                                               | L'Emigrant                                                                               | Suprina              |                  |
| 母 *キュンティア 1995 青鹿毛                                                             | 母の母One Life 1985 黒鹿毛                                                               | Pasadoble                                                                                | Prove Out            | Prove Out        |
| 母 *キュンティア 1995 青鹿毛                                                             | 母の母One Life 1985 黒鹿毛                                                               | Pasadoble                                                                                | Santa Quilla F-No.20 |                  |